# Château de Brax
Le château de Brax est situé en France sur la commune de Brax, dans le département de la Haute-Garonne et la région Occitanie. 

## Architecture et parc

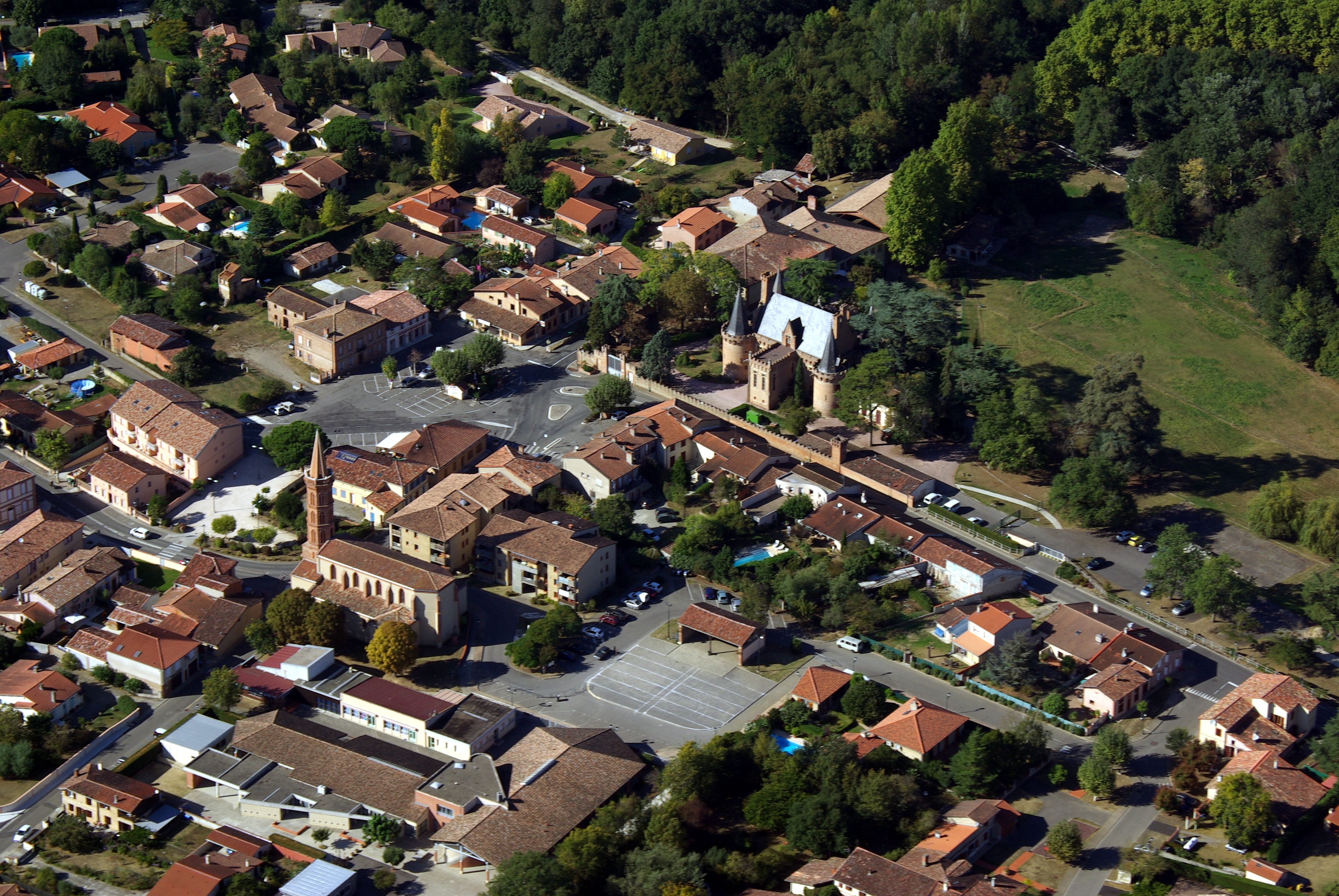
Le château et son parc dans le village (en haut, à droite).

Le château est typique du style de transition entre celui du château fort et celui du château de plaisance de la Renaissance.
Le corps de logis rectangulaire en brique mesure environ 23 x 10 m². Il est flanqué de 4 tours d'angles circulaires épaisses couronnées de créneaux et surmontées de flèches polygonales. Les toits sont couverts d'ardoise et de hautes cheminées. La façade principale se développe sur le parc, et l'accès se fait par un perron à double rampe. À la façade postérieure, face à la rue, est accolé le bâtiment contenant le grand escalier. Un chemin de ronde, porté par de faux mâchicoulis formés d'encorbellement de briques et petites arcatures, ceinture l'ensemble de la construction.
L'ensemble formé par le château et son parc est entièrement clôturé d'un mur en brique.  
Le parc, situé à moins de 2 km à l'est de la forêt de Bouconne, mesure environ 700 m d'est en ouest et 250 m du nord au sud. Il est traversé en son milieu par le ruisseau de la Chauge, affluent du Courbet. Le château et l'entrée sont situés dans le coin sud-ouest.
On peut distinguer deux zones différentes dans le parc : une zone boisée d'environ 10 hectares et une zone arborée autour du château et des dépendances. Cet ensemble constitué d'un patrimoine végétal remarquable en zone péri-urbaine comprend notamment un cèdre de l'Himalaya, sept platanes qui forment l'alignement situé à proximité du manège couvert, des chênes, des cyprès, des arbres pleureurs.

## Historique
Le lieu-dit de Brax fait l'objet d'une donation en 1352 du comte de L'Isle Jourdain à son vassal Arnaud de La Faya, en récompense du sauvetage de son père et des services rendus au Roi de France. Cette donation est accompagnée du droit d'affouage qui permettait aux habitants de prendre du bois mort en forêt et de construire un château fortifié. Arnauld de La Faya fait élever à partir de 1352 un premier édifice fortifié en vue de repousser les hordes du Prince Noir d'Angleterre. Des murs crénelés entourent un corps d'habitation flanqué de quatre tours circulaires. 
Le site ne semble pas avoir évolué avant 1582, date à laquelle dame Françoise de Seysses seigneuresse de Brax épouse Jean de Polastron. Ensemble, ils construisent un château de plaisance.
En 1600, Henri IV séjourne quelques jours au château durant une campagne de chasse. 
En 1784, Suzanne de Polastron l'apporte en dot à son époux Jean-Luc d'Hérisson, chevalier conseiller du Roi et président de la chambre des comptes de Dijon. Les communs sont probablement construits par le couple au cours du XVIIIe siècle. Cette famille reste propriétaire du domaine jusqu'à la mort sans descendance de Gabriel d'Hérisson en 1849. La famille de Pins-Monbrun, qui avait été seigneurs de Brax jusqu'en 1618, lui succède en 1854. Ils ajoutent en 1860 un bâtiment à la façade principale qui vient détruire la simplicité des lignes de l'édifice.
Un grave incendie ravage le toit du château en 1930 qui sera mal restauré par le comte de Pins-Monbrun. L'ardoise est substituée alors aux tuiles plates.
Entre 1940 et 1945, il sert de refuge aux services spéciaux de la Défense nationale et accueille en 1942 le groupe de résistance du réseau Morhange. Lorsqu'un ennemi était enlevé, il était conduit dans les sous-sols du château. Après interrogatoire, il passait en jugement et on appliquait la mesure D, c'est-à-dire l'exécution. Plus de soixante-dix cadavres ont été enterrés dans le parc. En 1945, des résistants ont été tués au fond du parc près d'une tour correspondant à l'ancien four banal.
Le domaine est acheté en 1943 pour réaliser une spéculation financière par Antonin Cousin de Sidi-Bel-Abbès en Algérie, qui en fait sa résidence secondaire. Son désir de transformer et d'abattre certains arbres du parc est à l'origine de l'inscription du château à l'inventaire supplémentaire des monuments historiques le 26 novembre 1946.

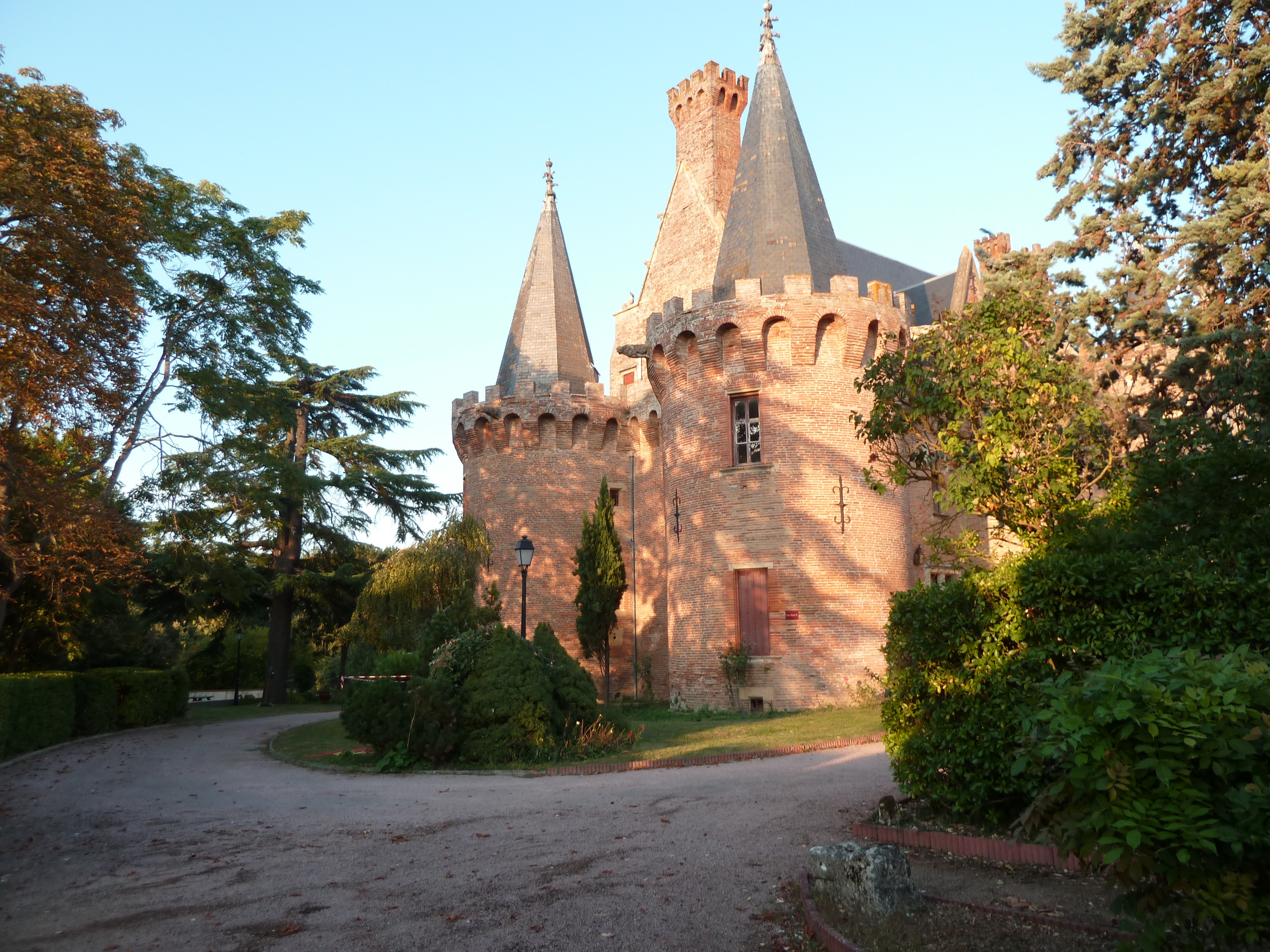
L'entrée, avec la tour Henri-IV.
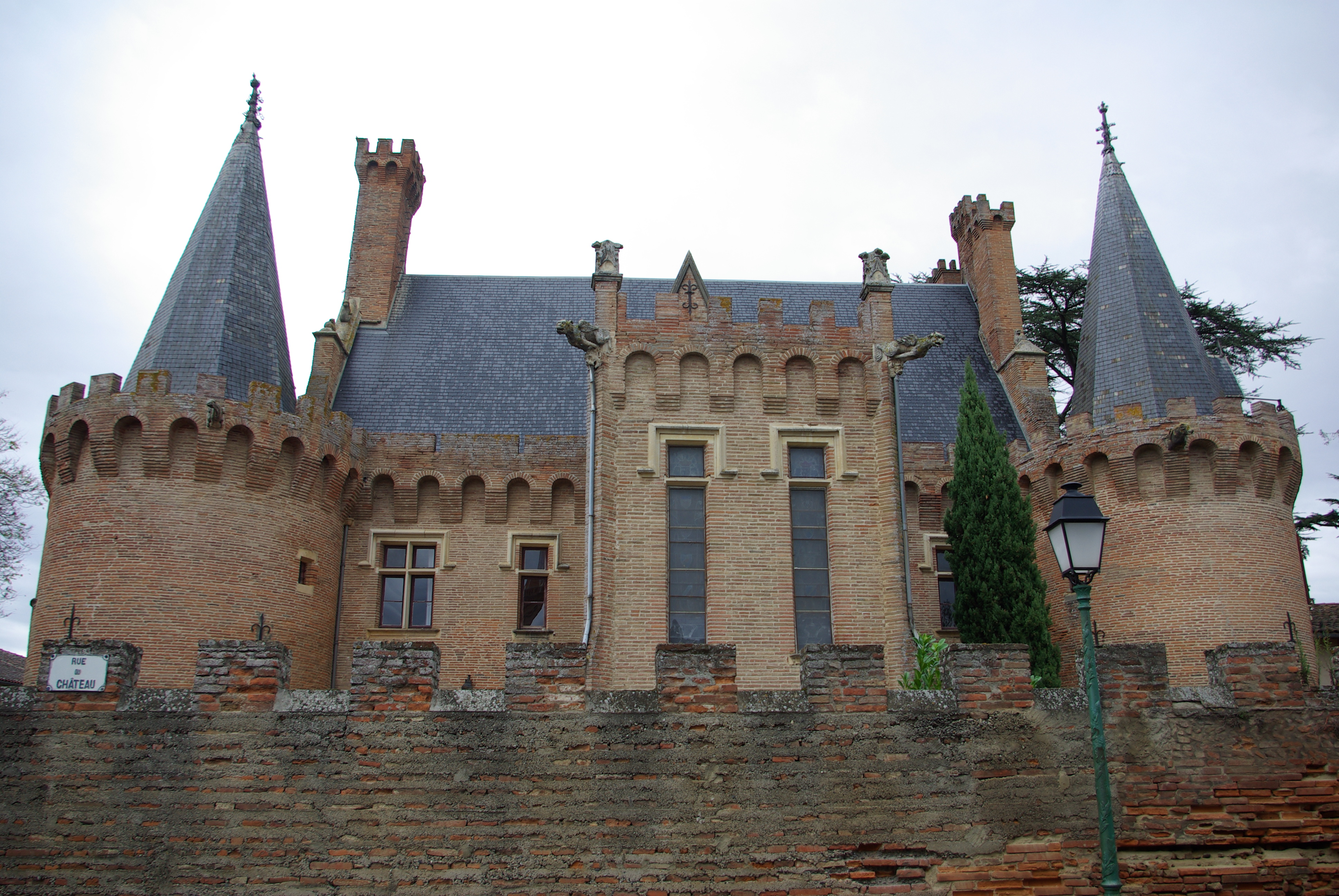
La façade arrière, côté rue.

Dans les années 1950 et jusqu’en 1967, le château est la propriété d’une personnalité bien connue dans la région, l’architecte Jean-Louis Gilet. Grand prix de Rome, élève de Victor Laloux, diplômé par le gouvernement, il fut le directeur de l'École des beaux-arts de Toulouse. Il est mort en 1964. 
En 1967, le domaine est acquis par l'Association de sauvegarde des enfants invalides (ASEI — aujourd'hui Agir, Soigner, Éduquer, Insérer). Elle y a d'abord créé un Institut de Développement de l'Audition et de la Communication (IDAC) devenue Maison d'accueil spécialisée dans les années 2000 pour répondre aux besoins du public. L'établissement accueille aujourd'hui en internat 32 adultes porteurs de surdicécité.
La façade est du château est ravalée en 1991.
En 2009, l'Office national des forêts réalise un inventaire du parc et du bois autour du château.
En 2020, l'association ASEI fait part de son désir de vendre une grande partie du domaine afin de regrouper ses activités dans un nouveau bâtiment dans le parc. Afin d'éviter une vente du château à des investisseurs privés, la mairie décide d'engager des discussions pour s'en porter acquéreur. Le 19 mai 2021, une délibération est prise lors de la séance du conseil municipal, autorisant le maire de Brax à engager la procédure d'acquisition.
En 2022, la mairie de Brax devient propriétaire du château.